# إطار التحديد الأصغر

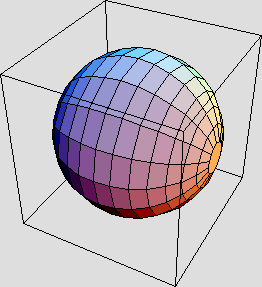
كرة محاطة إطار التحديد الأصغر المحاذي للمحور (في ثلاثة أبعاد)

إطار التحديد الأصغر في الهندسة لنقطة محددة S في N بعد هو المربع ذو القياس الأصغر ( المساحة أو الحجم أو الحجم الزائد في الأبعاد الأعلى) التي تكمن فيها جميع النقاط. عند استخدام أنواع أخريات من القياسات، عادةً ما يُستدى إطار التحديد الأصغر وفقًا لذلك.